# Patrick Rissmiller
Patrick „Pat“ Rissmiller (* 26. Oktober 1978 in Belmont, Massachusetts) ist ein ehemaliger US-amerikanischer Eishockeyspieler und derzeitiger -trainer, der im Verlauf seiner aktiven Karriere zwischen 1998 und 2015 unter anderem 222 Spiele für die San Jose Sharks, New York Rangers, Atlanta Thrashers und Florida Panthers in der National Hockey League auf der Position des linken Flügelstürmers bestritten hat. Darüber hinaus absolvierte er 572 Partien für insgesamt sieben Teams in der American Hockey League. Seine größten Erfolge feierte Rissmiller zum Ausklang seiner Karriere zwischen 2013 und 2015 beim italienischen Klub Ritten Sport, mit dem er italienischer Meister und Pokalsieger wurde.

## Karriere
Rissmiller startete seine Karriere 1998 am College of the Holy Cross in der Metro Atlantic Athletic Conference, eine Liga im Spielbetrieb der National Collegiate Athletic Association. Der US-Amerikaner blieb dem College insgesamt vier Jahre lang treu und war einer der Führungsspieler der Mannschaft. Bereits in seinem ersten Spieljahr schaffte er es ins Rookieteam der Liga gewählt zu werden, nachdem ihm in 34 Partien 41 Punkte gelungen waren. Es folgten zwei durchwachsene Spielzeiten, in denen er in den Kategorien Punkte und Vorlagen keine Verbesserung im Vergleich zu seinem ersten Jahr in der Liga erzielen konnte. Erst in seiner letzten Spielzeit in der MAAC steigerte sich Rissmiller und erzielte 46 Punkte in 33 Begegnungen, wodurch er zum besten Offensivspieler des Jahres gewählt wurde.

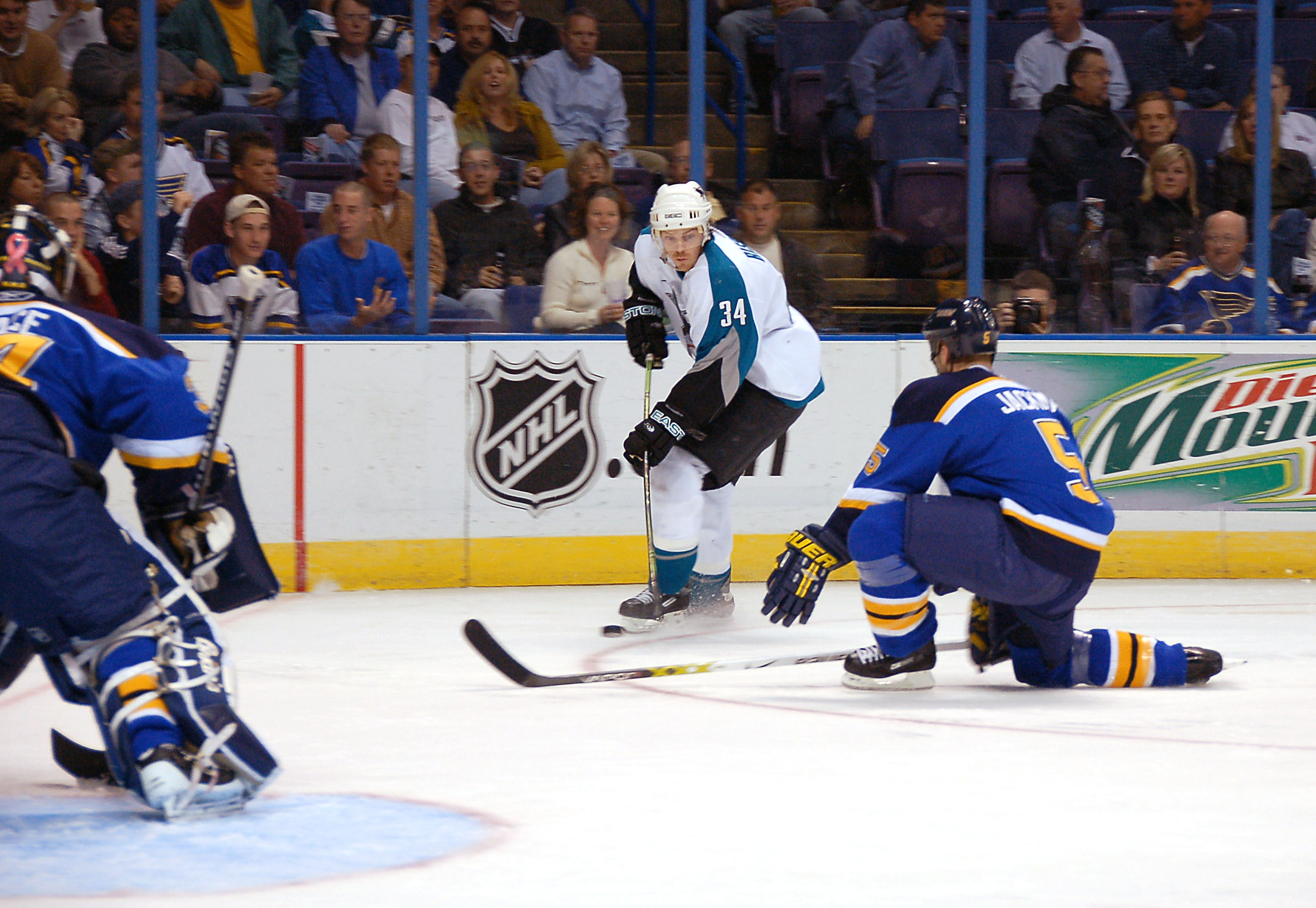
Patrick Rissmiller (weißes Trikot) auf dem Weg zum Tor

Nach seiner letzten Saison am College wechselte der ungedraftete US-Amerikaner zu den Cincinnati Cyclones in die East Coast Hockey League. Gleich in seinen ersten beiden Spielen für das Team gelangen ihm vier Scorerpunkte, wodurch ihn die Cleveland Barons, die zu diesem Zeitpunkt – wie auch die Cyclones – als Farmteam der San Jose Sharks fungierten, in die American Hockey League holten. Dort fügte sich Rissmiller ebenfalls gut ein und schloss die Spielzeit mit 40 Punkten als siebtbester Scorer des Teams ab. Auch in der Folgesaison schloss der Stürmer an die guten Leistungen bei den Barons an und wurde im Verlauf der Saison 2003/04 erstmals in den NHL-Kader der San Jose Sharks berufen, nachdem diese ihm im Sommer 2003 einen Profivertrag mit Gültigkeit für die NHL angeboten hatten. Insgesamt lief Rissmiller viermal für die Sharks auf, jedoch ohne einen einzigen Punkt zu verbuchen.
In den folgenden zwei Spielzeiten sammelte Rissmiller, aufgrund des Lockouts in der NHL-Saison 2004/05 und des gut besetzten Kaders der Sharks, weitere Erfahrung in der AHL bei den Cleveland Barons und stellte mit 117 Torvorlagen und 181 Scorerpunkten Franchise-Rekorde für die meisten Torvorlagen und Scorerpunkte im Trikot der Cleveland Barons auf. Erst zum Ende der Saison 2005/06 gehörte er wieder zum Kader des NHL-Teams, wo er sich letztendlich etablierte. In den Spielzeiten 2006/07 und 2007/08, in den Rissmiller jeweils 79 von 82 Saisonspielen absolvierte und insgesamt 39 Punkte erzielte, schulte ihn der Trainerstab zu einem defensiv ausgerichteten Stürmer um. Nach Ende der Spielzeit lief der Vertrag des US-Amerikaners aus, woraufhin er als Free Agent zu den New York Rangers wechselte. Hier konnte sich der Angreifer jedoch nicht durchsetzen und fand sich bereits frühzeitig in der Saison auf der Tribüne wieder. Schließlich wurde er in das AHL-Farmteam der Rangers, das Hartford Wolf Pack, geschickt. Dort beendete er die Spielzeit 2008/09 und begann auch die folgende, ehe er vom Ligakonkurrenten Grand Rapids Griffins verpflichtet wurde.
Am 1. August 2010 wurde er zusammen mit Donald Brashear an die Atlanta Thrashers abgegeben. Ende Februar 2011 wurde er kurz vor der Trade Deadline in einem Transfergeschäft an die Florida Panthers abgegeben. Im Juli 2011 unterzeichnete Rissmiller einen Kontrakt für ein Jahr bei der Colorado Avalanche, spielte aber ausschließlich für die Lake Erie Monsters in der AHL. In der Folge hatte der US-Amerikaner weitere Engagement bei den Worcester Sharks und Rochester Americans in der AHL, ehe es ihn zwischen 2013 und 2015 nach Italien zu Ritten Sport zog. Dort gewann er einmal die italienische Meisterschaft sowie zweimal die Coppa Italia.
Nach seinem Karriereende im Sommer 2015 kehrte er nach Nordamerika zurück, wo er seitdem im erweiterten Trainerstab der New Jersey Devils für die Talentausbildung verantwortlich ist.

## Erfolge und Auszeichnungen
| - 1999 MAAC All-Rookie Team - 2002 MAAC First All-Star Team - 2002 MAAC Offensive Player of the Year - 2006 Teilnahme am AHL All-Star Classic - 2008 Victoria-Cup-Gewinn mit den New York Rangers | - 2010 Teilnahme am AHL All-Star Classic - 2014 Italienischer Meister mit Ritten Sport - 2014 Coppa-Italia-Gewinn mit Ritten Sport - 2015 Coppa-Italia-Gewinn mit Ritten Sport |

## Karrierestatistik
(Legende zur Spielerstatistik: Sp oder GP = absolvierte Spiele; T oder G = erzielte Tore; V oder A = erzielte Assists; Pkt oder Pts = erzielte Scorerpunkte; SM oder PIM = erhaltene Strafminuten; +/− = Plus/Minus-Bilanz; PP = erzielte Überzahltore; SH = erzielte Unterzahltore; GW = erzielte Siegtore; 1 Play-downs/Relegation; Kursiv: Statistik nicht vollständig)